# Gamescom
Gamescom (estilitzat com gamescom) és una fira de mostres de videojocs que s'acull anualment a la Koelnmesse, de Colònia, Rin del Nord-Westfàlia, Alemanya. Des del 2018, està organitzat per la game – Verband der deutschen Games-Branche (català: Associació de la indústria alemanya de videojocs); i abans, pel Bundesverband Interaktive Unterhaltungssoftware (BIU). Substitueix la Games Convention, de Leipzig, Saxònia, Alemanya. La Gamescom és utilitzada per molts creadors de videojocs per mostrar els propers jocs i el maquinari relacionat.
Al costat de Gamescom hi ha la devcon, una part de la convenció dedicada al desenvolupament de videojocs, tot i que les activitats de devcon continuen durant tot l'any.
Gamescom és l'esdeveniment de videojocs més gran del món (mesurat per l'espai d'exposició i el nombre de visitants), amb 370.000 visitants i 1.037 expositors de 56 països que van assistir a la fira el 2018.

## Àrees
- Àrea d'oci
- Àrea indie
- Cosplay village
- Jocs retro
- Campus de la Gamescom
- Família i amics
- Zona Fanshop
- Àrea de negocis